# 蔡培
蔡 培（さい ばい、1884年〈光緒10年〉 - 1960年）は、中華民国の政治家・外交官。南京国民政府（汪兆銘政権）で南京市長、駐日大使などを務めた。字は子平。

## 事跡
清末に日本に留学する。1912年（民国元年・明治45年）に早稲田大学専門部法律科を卒業し、併せて法学士の称号を取得した。帰国後は、柳亜子らが組織した南社に所属し、衆議院議員にもなった。1928年（民国17年）1月、国民政府交通部秘書となる。6月、参事となった。1930年（民国19年）1月、交通部航政司司長となる。1935年（民国24年）8月、内政部民政司司長に異動した。
1940年（民国29年）3月、汪兆銘が南京国民政府を組織すると、蔡培は工商部政務次長に任命された。6月、南京特別市市長に任命される。翌年12月、糧食管理委員会委員長に異動した。以後、行政院政務委員、国民政府政務参賛を歴任する。1943年（民国32年）3月、駐日大使となった。1945年（民国34年）5月、大使から退き、帰国して国民政府委員となった。
日本敗北後の9月、蔡培は漢奸として逮捕され、上海提藍橋監獄に収監された。1946年（民国35年）7月、上海高等法院で蔡培は「中日親善」を推進したなどの罪により死刑を言い渡される。上告後の翌年11月に、最高法院で無期懲役に減刑された。中華人民共和国建国後も引き続き上海で収監された。1956年8月、医療を付される。
1960年、病没。享年77。

## 注
1. ↑  早稲田大学校友会(1934)、320頁。